# 桂山勘五郎
桂山 勘五郎（かつらやま かんごろう、1882年5月8日 - 1926年8月5日）は、新潟県西頚城郡能生町（現在の糸魚川市）出身で尾車部屋、朝日山部屋、再度尾車部屋に所属した力士。本名は笠原 嘉三（舟三とも）。165cm、79kg。最高位は西前頭6枚目。

## 経歴
入門前は金融業に就いていたが、元大関大戸平廣吉の尾車門人となり、陣立の四股名で1900年5月初土俵。1909年6月十両昇進、1910年1月新入幕。その後1911年10月に大坂相撲に加入したが、復帰して桂山に改名、6枚目まで躍進する。再び陣立に改名したのち、1915年6月を以て廃業した。

## 成績
- 幕内11場所35勝58敗6休13分預

## 改名
陣立→桂山→陣立